# Centrum voor Volwassenenonderwijs
Een Centrum voor Volwassenenonderwijs (CVO) is in Vlaanderen een onderwijsinstelling, erkend door het ministerie, om opleidingen te verzorgen op het niveau van secundair onderwijs (tso en bso). Het is een instelling die verschillende soorten opleidingen kan beheren, waaronder veel opleidingen die niet thuis horen in een gewone voltijdse school voor secundair. De Vlaamse overheid wil hiermee het verspreide cursusaanbod per regio efficiënter laten verlopen. Het kan gaan om:
- levenslang leren
- secundair onderwijs
- pedagogisch onderwijs (GPB)
- cursussen in het kader van basiseducatie
- tweedekansonderwijs
- inburgeringscursussen
- taalcursussen, waaronder Nederlands als tweede taal.